# Прогресс М1-8
Прогресс М1-8 — транспортный грузовой космический корабль (ТГК) серии «Прогресс», запущен к Международной космической станции. 7-й российский корабль снабжения МКС. Серийный номер 257.

## Цель полёта
Доставка на МКС более 2400 килограммов различных грузов, в числе которых продукты питания, подарки, топливо в баках системы дозаправки, воду, медицинское оборудование, белье, средства личной гигиены, а также оборудование для научных экспериментов, проводимых на МКС. Доставка на станцию научных приборов для космического «туриста-2» из ЮАР Марка Шаттлвортса и космонавта Европейского космического агентства (EKA) Роберто Виттори.

## Хроника полёта
- 21.03.2002, в 23:13:38.980 (MSK), (20:13:39 UTC) — запуск с космодрома Байконур;
- 24.03.2002, в 23:57:56 (MSK), (20:57:56 UTC) — осуществлена стыковка с МКС к стыковочному узлу на агрегатном отсеке служебного модуля «Звезда». Процесс сближения и стыковки проводился в автоматическом режиме;
- 25.06.2002, в 11:25:50 (MSK), (08:25:50 UTC) — ТГК отстыковался от орбитальной станции и отправился в автономный полёт.

## Перечень грузов
Суммарная масса всех доставляемых грузов: 2407 кг
| Название                                                                                      | Масса (кг) |
| --------------------------------------------------------------------------------------------- | ---------- |
| Топливо в баках системы дозаправки                                                            | 780        |
| Топливо в КДУ для МКС                                                                         | 250        |
| Грузы, доставляемые в герметичном отсеке (суммарная масса — 1337 кг):                         |            |
| Воздух                                                                                        | 19         |
| Кислород                                                                                      | 21         |
| Для бортовой вычислительной системы                                                           | 18         |
| Для системы электропитания (блоки 800 А, преобразователь тока ПТАБ)                           | 164        |
| Инструменты                                                                                   | 8          |
| Комплекс целевых нагрузок (аппаратура «Фиалка- МВ-Космос», медико-биологические эксперименты) | 29         |
| Оборудование для космонавта-туриста ЮАР                                                       | 34         |
| Оборудование Италии и ЕКА по программе полета космонавта ЕКА                                  | 10         |
| Оборудование для ФГБ (вентиляторы, блоки 800А, пылесборники)                                  | 193        |
| для системы управления бортовым комплексом, системы освещения и системы бортовых измерений    | 11         |
| Оборудование для системы обеспечения газового состава                                         | 21         |
| Оборудование для системы обеспечения теплового режима                                         | 69         |
| Оборудование для системы водообеспечения, вода                                                | 65         |
| Средства индивидуальной защиты                                                                | 66         |
| Контейнеры с рационами питания (46 шт), свежие продукты                                       | 283        |
| Для радиотехнической системы управления и связи «Регул-ОС» (прибор СА325)                     | 17         |
| Для системы управления движением (блок «Эльбрус-ДО»)                                          | 7          |
| Средства санитарно-гигиенического обеспечения                                                 | 187        |
| Бельё, средства личной гигиены, средства медицинского контроля и обследования                 | 131        |
| Бортдокументация, посылки для экипажа                                                         | 24         |